# Тарасов, Алексей Валерьевич
Алексей Валерьевич Тарасов (24 июня 1981, Тейково, Ивановская область, СССР — 2 октября 2022, Украина) — российский военнослужащий, подполковник. Заместитель командира 696-го исследовательско-инструкторского вертолётного полка по лётной подготовке 344-го Государственного центра боевого применения и переучивания лётного состава (авиационного персонала армейской авиации) Министерства обороны Российской Федерации. Герой Российской Федерации (июнь 2023, посмертно).

## Биография
Родился 24 июня 1981 года в городе Тейково Ивановской области.
В 1998 году окончил в своём родном городе среднюю общеобразовательную школу № 10.
В этом же 1998-м году поступил в Вооружённые силы Российской Федерации. Был курсантом Сызранского военного авиационного института (ныне — Сызранское высшее военное авиационное училище лётчиков) на филиале ВУНЦ ВВС «Военно-воздушная академия имени профессора Н. Е. Жуковского и Ю. А. Гагарина».
После окончания учёбы, а в точности института в 2003 году служил в подразделениях Военно-воздушных сил, в 344-м Государственном центре боевого применения и переучивания лётного состава. Тарасов прошёл путь до заместителя командира 696-го исследовательско-инструкторского вертолётного полка по лётной подготовке (пункт дислокации — аэродром Торжок, Тверская область).
Воевал в боевых действиях в Сирии, где Россия с 2015 года проводит военную операцию против международных террористических формирований.
С 24 февраля 2022 года в составе вертолётной эскадрильи принимал участие во вторжении России на Украину.
Погиб 2 октября 2022 года во время боевого вылета на вертолёте Ка-52. Похоронен на местном кладбище в Сызрани Самарской области.

## Звания и награды
- Герой Российской Федерации (Указом Президента Российской Федерации («закрытым») от июня 2023 года за мужество и героизм, проявленные при исполнении воинского долга, подполковнику Тарасову Алексею Валерьевичу присвоено звание Героя Российской Федерации (посмертно)[4].
- Медаль «Золотая Звезда» была передана семье Героя 8 июня 2023 года в Торжке губернатором Тверской области И. М. Руденей.
- Орден Мужества (2022, посмертно).
- Медаль Нестерова (Россия).
- Различные другие медали.